# David Stirling
Sir Archibald David Stirling (15. listopadu 1915 – 4. listopadu 1990) byl skotský horolezec, během druhé světové války důstojník britské armády a zakladatel Special Air Service.

## Život

### Mládí
David Stirling se narodil na farnosti v Lecroptu v Pertshire. Byl synem brigádního generála Archibalda Stirlinga z Keiru a Margaret Fraserové, dcery Simona Frasera (potomek anglického krále Karla II. Stuarta). Studoval v Ampleforth College a Trinity College na Univerzitě v Cambridgi. V době vypuknutí války se připravoval k výstupu na Mount Everest.

### Druhá světová válka
24. července 1937 byl z Ampleforth College povolán do Skotské gardy, kde absolvoval důstojnický kurz. V červnu 1940 se jako dobrovolník přihlásil do nově vytvořeného komanda (No.8 Commando) pod velením podplukovníka Roberta Laycocka. I po zrušení této jednotky 1. srpna 1941 Stirling stále věřil, že i přes způsob, jakým je válka vedena, dokáže menší skupina dobře vycvičených mužů s pomocí momentu překvapení způsobit nepříteli větší škody než celá četa.
Stirling si byl vědom toho, že nebude lehké prosadit tento nápad u velení, ale i přesto se v Káhiře tajně dostal na velitelství, s cílem setkat se s vrchním velitelem britských sil na Blízkém východě Claudem Auchinleckem. Ukryl se v jedné z kanceláří, kde se setkal se zástupcem velitele generálem Ritchiem. Vysvětlil mu svůj nápad a Ritchie přesvědčil Auchinlecka, aby povolil Stirlingovi vytvoření nové speciální jednotky. Jednotka byla pojmenována „oddíl L, brigáda speciální vzdušné služby“ (L detachment, Special Air Service Brigade).
Po první neúspěšné akci, která byla součástí Operace Crusader, kdy jednotka přišla o 42 ze 61 mužů a důstojníků při přistání na padácích a záchraně díky hlídkám hloubkového průzkumu Long Range Desert Group (LRDG) se Stirling rozhodl, že nejúčinnější způsob přepravy jednotky je v noci a po zemi. Zorganizoval další útoky na přístavy, při kterých používal velmi jednoduchý plán. V noci vojáci procházeli přes kontrolní stanoviště, přičemž nepřítele oklamali svojí znalostí jazyků. V lednu 1943 byl Stirling zajat Němci. Čtyřikrát z vězení utekl. Poté byl vězněn v táboře Oflag IV-C na zámku Colditz, kde zůstal do konce války. Po jeho zajetí převzal velení SAS jeho bratr Bill Stirling a bývalý severoirský boxer a hráč ragby Blair 'Paddy' Mayne.
SAS za 15 měsíců své existence před Stirlingovým zajetím zničila více než 250 nepřátelských letadel na zemi, desítky silnic a železničních tratí a z boje vyřadila stovky vozidel.

### Poválečné aktivity
Po válce se Stirling věnoval prodeji zbraní hlavně do arabských zemí. Podílel se na neúspěšném pokusu o odstranění Muammara Kaddáfího v letech 1970 až 1971.
Stirling byl také zakladatelem soukromé vojenské organizace KAS International (KAS Enterprises).
Z obavy před přílišnou mocí britských odborů vytvořil organizaci Great Britain 75, která měla chránit zájmy Británie v případě generální stávky.
V roce 1990 byl David Stirling povýšen do šlechtického stavu.